# Scoliacma albogrisea
Scoliacma albogrisea är en fjärilsart som beskrevs av Rothschild 1912. Scoliacma albogrisea ingår i släktet Scoliacma och familjen björnspinnare. Inga underarter finns listade.